# Tabi‘un
Los Tābi'ūn o Tabis (árabe: التابعون"Seguidores") son la generación de los musulmanes que nacieron después de la muerte del Profeta islámico Mahoma, pero que fueron contemporáneos de los "Compañeros" Sahaba.
Como tales, desempeñaron un papel importante en el desarrollo del pensamiento islámico y filosofía, y en el desarrollo político del califato temprano. En particular, desempeñaron un papel vital en la partición de la comunidad islámica entre suniíes y chiíes. Hoy en día, interpretaciones de su comportamiento y los personajes son polémicas.

## Listado de tabis
El primer tabi en fallecer fue Zayd ibn Ma'mar ibn Zayd, 30 años después de la Hégira, y el último en morir fue Khalaf ibn Khalifa, que murió en 180 A.H. Por tanto, muchos de los tabis fueron encargados con la preservación de las tradiciones islámicas de la era de los Sahaba a los musulmanes posteriores.
- Abd-Allah ibn Amr
- Abd-Allah ibn Muhammad ibn al-Hanafiyyah
- Ahnaf ibn Qais[2]
- Abu Muslim al-Khawlani
- Al-Hassan al-Basri (130-180 A.H.)
- Al-Hasan ibn Muhammad ibn al-Hanafiyyah (d. 100 A.H.)
- Alqama ibn Qays al-Nakha'i
- Al-Qasim ibn Muhammad ibn Abî Bakr (d. 103 A.H.)[2]
- `Atâ' ibn Abî Rabah (d. 106 A.H.)[2]
- Ibn Jurayj
- Hammam ibn Munabbih
- Ibn Shihab al-Zuhri (d. 124 A.H.)[2]
- Masruq ibn al-Ajda' (d. 103 A.H.)[2]
- Muhammad ibn Abi Bakr
- Mujahid ibn Jabr
- Sa'id ibn al-Musayyab (d. 93 A.H.)[2]
- Ubayd-Allah ibn Abd-Allah (d. 98 A.H.)[2]
- Urwah ibn al-Zubayr (d. 94 A.H.)[2]
- Zayd ibn Ali (d. 740 d. C. (122 A.H. ?))